# Сорочий пегий медосос
Сорочий пегий медосос (лат. Certhionyx variegatus) — вид воробьиных птиц из семейства медососовых (Meliphagidae), единственный в роде пегих медососов (Certhionyx).

## Описание
У этих птиц длинный изогнутый клюв. Небольшое бледно-голубое пятно голой кожи под глазом, которое у самцов имеет полукруглую форму, а у самок и птенцов — дугообразную. Самцы черно-белые, с черной головой, шеей и верхними частями тела, белым нижним крестцом и верхней частью хвоста, черными крыльями с белой полосой и белой нижней частью тела с черным кончиком хвоста. Самки сверху коричневые, с серо-белым подбородком, беловатой полосатой грудью и пятнистыми темно-коричневыми пятнами, белым низом и белой полосой по краям вторичных перьев крыльев. Масса взрослых особей составляет примерно 27 г, длина тела обычно от 15 до 20 см, размах крыльев от 25 до 29 см.
Питаются преимущественно нектаром, но также едят насекомых, фрукты и семена.

## Ареал
Эндемики Австралии.

## Систематика
В 1975 году австралийский орнитолог Ричард Шодд поместил роды мелких птиц (Ptiloprora, Phylidonyris, Acanthorhynchus, Certhionyx, Conopophila, Lichmera) в одну ветвь эволюции медососов. Согласно молекулярным исследованиям Certhionyx и Pycnopygius образуют кладу, которая тесно связана с Prosthemadera novaeseelandiae и Anthornis melanura, обитающими в Новой Зеландии.
Генетическое исследование показало, что ранее (с 1999 года) включавшиеся в род виды траурный пегий медосос Certhionyx niger (Gould, 1838) и Certhionyx pectoralis (Gould, 1841) не являются близкими родственниками. В настоящее время им присвоены биномены Sugomel nigrum и Cissomela pectoralis соответственно.

## Охранный статус
МСОП присвоил таксону охранный статус «Виды, вызывающие наименьшие опасения» (LC).